# La familia (álbum)
La familia es el nombre del primer álbum de estudio del cantante de reguetón colombiano J Balvin, lanzado el 29 de octubre de 2013, por las compañías discográficas Capitol Latin y EMI Music México. El álbum fue producido por Master Chris, Arbise González «Motiff», Mr. Pomps, DJ Urba & Rome, Keith Ross y Gavriel Aminov «Vein». La familia estuvo nominado al Mejor Álbum de Música Urbana en los Premios Grammy Latinos 2014, pero perdió ante Multi viral de Calle 13. Para su álbum La familia, el artista implementó sonidos jamaiquinos, así como merengue y pop latino, no dejando de lado su estilo urbano.

## Lista de canciones
- Edición estándar (2013)

| N.º   | Título                        | Duración |  |
| 1.    | «Sola»                        | 3:48     |  |
| 2.    | «La venganza»                 | 3:26     |  |
| 3.    | «Déjate llevar»               | 3:11     |  |
| 4.    | «Mil fantasías»               | 3:41     |  |
| 5.    | «6 AM» (con Farruko)          | 4:03     |  |
| 6.    | «Lose control» (con Vein)     | 4:54     |  |
| 7.    | «Eras así»                    | 3:48     |  |
| 8.    | «What a Creation»             | 2:29     |  |
| 9.    | «Desnúdate»                   | 3:45     |  |
| 10.   | «Imaginándote»                | 3:36     |  |
| 11.   | «Bajo la luna»                | 4:17     |  |
| 12.   | «Live in Stereo» (con Motiff) | 3:30     |  |
| 13.   | «Porque tú»                   | 2:56     |  |
| 14.   | «Tranquila»                   | 3:21     |  |
| 15.   | «Yo te lo dije»               | 3:40     |  |
| 53:54 |                               |          |  |

- B Sides (2014)

| N.º   | Título                                | Duración |  |
| 1.    | «Ay vamos»                            | 3:48     |  |
| 2.    | «Sola»                                | 3:48     |  |
| 3.    | «La venganza»                         | 3:26     |  |
| 4.    | «Déjate llevar»                       | 3:11     |  |
| 5.    | «Mil fantasías»                       | 3:41     |  |
| 6.    | «6 AM» (con Farruko)                  | 4:03     |  |
| 7.    | «Lose control» (con Vein)             | 4:54     |  |
| 8.    | «Eras así»                            | 3:48     |  |
| 9.    | «What a Creation»                     | 2:29     |  |
| 10.   | «Desnúdate»                           | 3:45     |  |
| 11.   | «Imaginándote»                        | 3:36     |  |
| 12.   | «Bajo la luna»                        | 4:17     |  |
| 13.   | «Live in Stereo» (con Motiff)         | 3:30     |  |
| 14.   | «Porque tú»                           | 2:56     |  |
| 15.   | «Tranquila»                           | 3:21     |  |
| 16.   | «Yo te lo dije»                       | 3:40     |  |
| 17.   | «Mami»                                | 3:07     |  |
| 18.   | «Tu tienes algo»                      | 3:09     |  |
| 19.   | «6 AM (Atellagi Remix)» (con Farruko) | 3:49     |  |
| 20.   | «6 AM (Merengue Remix)» (con Farruko) | 3:07     |  |
| 21.   | «La venganza (Vein Remix)» (con Vein) | 2:40     |  |
| 73:18 |                                       |          |  |

## Posiciones en lista
| País (Lista)                         | Mejor posición |
| ------------------------------------ | -------------- |
| Colombia (Top 100 ASINCOL)           | 1              |
| Estados Unidos (Top Latin Albums)    | 10             |
| Estados Unidos (Rap Albums)          | 25             |
| Estados Unidos (Heatseekers Albums)  | 36             |
| Estados Unidos (Latin Rhythm Albums) | 1              |
| México (Top 100 México)              | 46             |

| Lista (2014)                      | Posición |
| --------------------------------- | -------- |
| Estados Unidos (Top Latin Albums) | 38       |
| Lista (2015)                      | Posición |
| Estados Unidos (Top Latin Albums) | 38       |

| País (Organismo)         | Certificaciones |
| ------------------------ | --------------- |
| Argentina (CAPIF)        | Oro             |
| Centroamérica            | Oro             |
| Chile (IFPI)             | 2× Platino      |
| Colombia (ASINCOL)       | 5× Platino      |
| Ecuador (IFPI — Ecuador) | Oro             |
| México (AMPROFON)        | 3× Platino      |
| Perú (IFPI — Perú)       | Platino         |
| Rumania (IFPI — Rumania) | Platino         |
| Venezuela (AVINPRO)      | Oro             |